# Charles Lewis Anderson
Charles Lewis Anderson (1827-1910) fue un botánico, algólogo, y médico estadounidense. Fue naturalista del oeste de Nevada y California, ejerciendo la medicina en Carson City de 1862 a 1867. Muy hábil que en poco tiempo ascendió a director general de Sanidad del Estado, y convirtiéndose en superintendente de Escuelas del Condado de Ormsby. Ayudó a organizar la biblioteca y establecer una iglesia. Mantuvo una farmacia.
Estudió en la Escuela de medicina en Indiana. Sorprendentemente, a pesar de todos sus otros esfuerzos, encontró el tiempo para dedicarse a su interés de por vida en la botánica. Fue uno de los primeros botánicos en recolectar ampliamente en Nevada. Muchas de las plantas que coleccionaba resultaron ser nuevas para la ciencia cuando las examinó Asa Gray, de la Universidad de Harvard, a la que Anderson enviaba todos sus ejemplares.
Escribió la primera flora de Nevada, y en su introducción observó: ".. el país es tan rico en novedades vegetales, ya que es en todo momento en la riqueza mineral" Las especies de plantas, subespecies y variedades nombradas por Anderson se encuentran en los géneros: Arctostaphylos, Aster, Astragalus, Cirsium, Crepis, Delphinium, Lupinus, Lycium, Trifolium.
Buscando un clima más suave, se mudó con su familia a Santa Cruz (California), en 1867, donde vivió el resto de su vida. Allí, además de su práctica médica, continuó su predilección por el servicio cívico, y el estudio de la botánica. Allí desarrolló interés en las algas marinas, recogiendo algunas especies nuevas que fueron nombrados por él. También escribió artículos botánicos de las plantas sobre Santa Cruz.

## Algunas publicaciones
- On California Algae, 1847
- Charles L. Anderson Letters: To Caleb H.R. Anderson, 1850
- Botanical contributions 1865, con Asa Gray & William Henry Brewer, 1865
- Santa Cruz for Homes. Ed. W.W. Elliott, 7 pp. 1879
- Catalogue of flowering plants and ferns, of Santa Cruz County, California, 1890
- Recommendations regarding the nomenclature of systematic botany, 1895

## Eponimia
- (Ranunculaceae) Delphinium andersonii A.Gray[2]
- (Fabaceae) Lupinus andersonii S.Watson[3]
- (Solanaceae) Lycium andersonii A.Gray[4]
- (Rosaceae) Prunus andersonii A.Gray[5]
- (Ranunculaceae) Ranunculus andersonii A.Gray[6]